# Perynea subrosea
Perynea subrosea är en fjärilsart som beskrevs av Butler 1881. Perynea subrosea ingår i släktet Perynea och familjen nattflyn. Inga underarter finns listade i Catalogue of Life.